# Doto antarctica
Doto antarctica is een slakkensoort uit de familie van de Dotidae. De wetenschappelijke naam van de soort is voor het eerst geldig gepubliceerd in 1907 door Eliot.